# Krvavý diamant (film)
Krvavý diamant (v anglickém originále Blood Diamond) je americko-německý dobrodružný film z roku 2006. Režisérem filmu je Edward Zwick. Hlavní role ve filmu ztvárnili Leonardo DiCaprio, Djimon Hounsou, Jennifer Connelly, Kagiso Kuypers a Arnold Vosloo. Snímek získal smíšené recenze od kritiků, většina však chválila výkon DiCapria a Hounsoua. Oba byli nominováni na Oscara.

## Obsazení
| Leonardo DiCaprio | Danny Archer         |
| Djimon Hounsou    | Solomon Vandy        |
| Jennifer Connelly | Maddy Bowen          |
| Kagiso Kuypers    | Dia Vandy            |
| Arnold Vosloo     | Coetzee              |
| Antony Coleman    | Cordell Brown        |
| Benu Mabhena      | Jassie Vandy         |
| Anointing Lukola  | N´Yanda Vandy        |
| David Harewood    | kapitán Poison       |
| Basil Wallace     | Benjamin Kapanay     |
| Jimi Mistry       | Nabil                |
| Michael Sheen     | Rupert Simmons       |
| Marius Weyers     | Rudolf van de Kaap   |
| Stephen Collins   | ambasador Walker     |
| Ntare Mwine       | M'Ed                 |
| Ato Essandoh      | kapitán Rambo        |
| Gaurav Chopra     | francouzský reportér |
| Clare Holman      | reportérka           |

## Přijetí

### Tržby
Film vydělal 57,3 milionů dolarů v Severní Americe a 114 milionů dolarů v ostatních oblastech, celkově tak vydělal přes 171 milionů dolarů po celém světě. Rozpočet filmu činil 100 milionů dolarů. V Severní Americe byl uveden dne 8. prosince 2006 v 1910 kinech. Za první víkend vydělal přes 8 milionů dolarů a stal se pátým nenavštěvovanějším snímkem týdne. Druhý víkend se stal sedmým nejnavštěvovanějším s výdělkem 6,5 milionů dolarů. Třetí týden se stal dvanáctým nejnavštěvovanějším s výdělkem 3 miliony dolarů.

### Recenze
Film získal smíšené recenze od kritiků, většina však chválila výkon DiCapria a Hounsoua. Oba byli nominováni na Oscara. Na recenzní stránce Rotten Tomatoes získal z 211 započtených recenzí 62 procent s průměrným ratingem 6,3 bodů z deseti. Na serveru Metacritic snímek získal z 39 recenzí 64 bodů ze sta. Na Česko-Slovenské filmové databázi si snímek drží 84 procent a je 285. nejoblíbenější film.

### Ocenění a nominace
| Ocenění                                       | Kategorie                                           | Nominovaný                                                   | Výsledek  |
| --------------------------------------------- | --------------------------------------------------- | ------------------------------------------------------------ | --------- |
| Oscar                                         | Nejlepší mužský herecký výkon v hlavní roli         | Leonardo DiCaprio                                            | nominace  |
| Oscar                                         | Nejlepší mužský herecký výkon ve vedlejší roli      | Djimon Hounsou                                               | nominace  |
| Oscar                                         | Nejlepší střih                                      | Steven Rosenblum                                             | nominace  |
| Oscar                                         | Nejlepší zvuk                                       | Andy Nelson, Anna Behlmer a Ivan Sharrock                    | nominace  |
| Oscar                                         | Nejlepší zvukové efekty                             | Lon Bender                                                   | nominace  |
| Black Reel Awards                             | Nejlepší mužský herecký výkon ve vedlejší roli      | Djimon Hounsou                                               | vítězství |
| Central Ohio Film Critics Association         | Nejlepší mužský herecký výkon v hlavní roli         | Leonardo DiCaprio                                            | nominace  |
| Critics' Choice Movie Awards                  | Nejlepší mužský herecký výkon v hlavní roli         | Leonardo DiCaprio                                            | nominace  |
| Critics' Choice Movie Awards                  | Nejlepší film                                       | Krvavý diamant                                               | nominace  |
| Critics' Choice Movie Awards                  | Nejlepší mužský herecký výkon ve vedlejší roli      | Djimon Hounsou                                               | nominace  |
| Zlatý glóbus                                  | Nejlepší mužský herecký výkon v hlavní roli – drama | Leonardo DiCaprio                                            | nominace  |
| Dallas–Fort Worth Film Critics Association    | Nejlepší film                                       | Krvavý diamant                                               | nominace  |
| Dallas–Fort Worth Film Critics Association    | Nejlepší mužský herecký výkon v hlavní roli         | Leonardo DiCaprio                                            | nominace  |
| Dallas–Fort Worth Film Critics Association    | Nejlepší mužský herecký výkon ve vedlejší roli      | Djimon Hounsou                                               | nominace  |
| Las Vegas Film Critics Society                | Nejlepší mužský herecký výkon ve vedlejší roli      | Djimon Hounsou                                               | vítězství |
| National Board of Review                      | Nejlepší mužský herecký výkon ve vedlejší roli      | Djimon Hounsou                                               | vítězství |
| NAACP Image Awards                            | Nejlepší film                                       | Krvavý diamant                                               | nominace  |
| NAACP Image Awards                            | Nejlepší mužský herecký výkon ve vedlejší roli      | Djimon Hounsou                                               | nominace  |
| Satellite Awards                              | Nejlepší mužský herecký výkon v hlavní roli – drama | Leonardo DiCaprio                                            | nominace  |
| Screen Actors Guild Awards                    | Nejlepší mužský herecký výkon v hlavní roli         | Leonardo DiCaprio                                            | nominace  |
| Screen Actors Guild Awards                    | Nejlepší mužský herecký výkon ve vedlejší roli      | Djimon Hounsou                                               | nominace  |
| St. Louis Film Critics Association            | Nejlepší film                                       | Krvavý diamant                                               | nominace  |
| St. Louis Film Critics Association            | Nejlepší režie                                      | Edward Zwick                                                 | nominace  |
| St. Louis Film Critics Association            | Nejlepší mužský herecký výkon v hlavní roli         | Leonardo DiCaprio                                            | nominace  |
| St. Louis Film Critics Association            | Nejlepší mužský herecký výkon ve vedlejší roli      | Djimon Hounsou                                               | vítězství |
| St. Louis Film Critics Association            | Nejlepší kamera                                     | Eduardo Serra                                                | nominace  |
| Teen Choice Awards                            | Nejlepší mužský herecký výkon v hlavní roli – drama | Leonardo DiCaprio                                            | nominace  |
| Utah Film Critics Association Awards          | Nejlepší mužský herecký výkon v hlavní roli         | Leonardo DiCaprio                                            | nominace  |
| Visual Effects Society Awards                 | Nejlepší vizuální efekty – film                     | Jeffrey A. Okun, Thomas Boland, Tim Crosbie a Neil Greenberg | nominace  |
| Washington D.C. Area Film Critics Association | Nejlepší mužský herecký výkon ve vedlejší roli      | Djimon Hounsou                                               | vítězství |
| Women Film Critics Circle Awards              | Nejlepší mužský herecký výkon ve vedlejší roli      | Djimon Hounsou                                               | vítězství |